# Chaim Shaul Abud
Chaim Shaul Abud (en hebreo: חיים שאול עבוד‎; Alepo, 1890 - Jerusalén, 7 de junio de 1977) fue un poeta, rabino, paitán y educador israelí nacido en Siria y emigrado a Argentina por 20 años. Fue autor del libro Shirayi Zimra Ha-Shalem, que combina la poesía del Baqashot (una colección de himnos sefarditas) propio de la comunidad judía de Alepo con canciones que él mismo compuso. También se desempeñó como fundador y director de varias escuelas de la Torá en Jerusalén.

## Biografía
Nació en Alepo en 1890 en una familia de tradición rabínica, dado que tanto su padre, Abraham Abud, como su abuelo, Eliyahu Abud, también fueron rabinos. Durante su juventud, estudió la Torá, la Halajá y la poesía del Baqashot entre los rabinos de Alepo.
En 1907, se trasladó a Buenos Aires para desempeñarse como cantor (jazán) y maestro de escuela en la comunidad judeo-alepina de la ciudad. En 1929, se instaló en Jerusalén, donde fundó el Talmud Torá «Nezer Aharon». En Jerusalén, también fue el responsable de un fondo de préstamos y apoyó financieramente a la yeshivá local  «Porat Yosef». Por otro lado, contribuyó con la continuidad del Baqashot alepino en la Sinagoga Ades, que hoy es el centro de dicha tradición.

### Labor poética y educadora

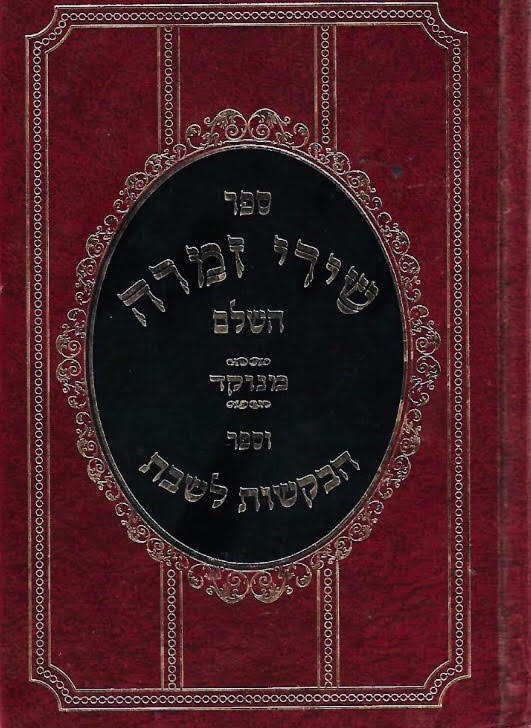
ספר שירים שלם (Sephir Sírim Shalém), en castellano: Libro completo de canciones (1961).

Estuvo muy influenciado por la música maqam árabe y de hecho escribió letras de melodías árabes. Estas melodías fueron asimiladas en las oraciones de los judíos sefardíes. Escribió piezas de piyyut, reunió la poesía del Baqashot en el libro Shirayi Zimra Ha-Shalem y fue uno de los fundadores de la costumbre Shirat h-Baqashot durante el shabat en Jerusalén.
Enseñó maqam y piyyut de forma voluntaria hasta su vejez. El más famoso de sus alumnos es el rabino Ovadia Yosef; entre los mismos, también se encuentran los cantores Moshe Habusha y Yehiel Nahari.
Falleció en Jerusalén el 7 de junio de 1977. Fue sobrevivido por su esposa, Leah, y sus 12 hijos. Tras su muerte, la ciudad de Jerusalén renombró a la calle donde vivía con su nombre.